# Вестклиф (Колорадо)
Вестклиф (енгл. Westcliffe) град је у америчкој савезној држави Колорадо.

## Демографија
По попису из 2010. године број становника је 568, што је 151 (36,2%) становника више него 2000. године.
| Група             | 2000.       | 2010.       |
| Белци             | 390 (93,5%) | 459 (80,8%) |
| Афроамериканци    | 0 (0,0%)    | 28 (4,9%)   |
| Азијати           | 1 (0,2%)    | 3 (0,5%)    |
| Хиспаноамериканци | 9 (2,2%)    | 65 (11,4%)  |
| Укупно            | 417         | 568         |